# Willem Carel Tack
Willem Carel Tack (Doesburg, 1852 - Aalten, 4 mei 1915) was tussen 1880 en 1910 burgemeester van de Gelderse gemeenten Kesteren en Aalten in Nederland.

## Geschiedenis
Op 4 maart 1880 werd Tack per Koninklijk Besluit benoemd tot burgemeester van Kesteren.
Tack werd op per Koninklijk Besluit met ingang van 15 december  1895 benoemd tot burgemeester van Aalten met een toekenning van eervol ontslag als burgemeester van Kesteren.
 Tack en zijn familie werden op maandagmiddag door een grote menigte ontvangen op het station Aalten. Met koetsen en ruiters, een muziekkorps werd de familie naar de ambtswoning gebracht. Die avond was ter ere van de nieuwe burgemeester een fakkeltocht door het met vlaggen en groen versierde dorp. Bij Koninklijk Besluit van 25 november 1907 werd Tack herbenoemd tot burgemeester met ingang van 15 december 1907.
Tack overleed op 4 mei 1915 op een leeftijd van 76 jaar te Aalten. Hij werd op 8 mei in Doesburg begraven.